# Dobranowice (gromada)
Dobranowice – dawna gromada, czyli najmniejsza jednostka podziału terytorialnego Polskiej Rzeczypospolitej Ludowej w latach 1954–1972.
Gromady, z gromadzkimi radami narodowymi (GRN) jako organami władzy najniższego stopnia na wsi, funkcjonowały od reformy reorganizującej administrację wiejską przeprowadzonej jesienią 1954 do momentu ich zniesienia z dniem 1 stycznia 1973, tym samym wypierając organizację gminną w latach 1954–1972.
Gromadę Dobranowice z siedzibą GRN w Dobranowicach utworzono – jako jedną z 8759 gromad na obszarze Polski – w powiecie miechowskim w woj. krakowskim, na mocy uchwały nr 24/IV/54 WRN w Krakowie z dnia 6 października 1954. W skład jednostki weszły obszary dotychczasowych gromad Dobranowice, Więckowice i Rudno Górne ze zniesionej gminy Kowala oraz Rudno Dolne ze zniesionej gminy Wawrzeńczyce w tymże powiecie. Dla gromady ustalono 16 członków gromadzkiej rady narodowej.
13 listopada 1954 (z mocą od 1 października 1954) gromada weszła w skład nowo utworzonego powiatu proszowickiego.
Gromadę zniesiono 31 grudnia 1961, a jej obszar włączono do gromad: Wawrzeńczyce (wsie Dobranowice i Rudno Górne), Brzesko Nowe (wieś Rudno Dolne) i Kowala (wieś Więckowice).